# TYR Sport
TYR Sport, Inc. è un'azienda statunitense produttrice di abbigliamento sportivo, specializzata nel settore degli sport acquatici e del triathlon. La proprietà è condivisa con Swimwear Anywhere.

## Storia
TYR Sport fu fondata nel 1985 ad Huntington Beach, California dall'ex nuotatore Steve Furniss e Joseph DiLorenzo. Il nome dell'azienda è un riferimento a Týr, dio della guerra della mitologia norrena .
Nel 2019, Steve Furniss ha lasciato l'azienda dopo 34 anni ed è andato in pensione.
Nel 2021, TYR ha annunciato che avrebbe ampliato il proprio catalogo lanciando una linea di abbigliamento per l'allenamento e il CrossFit.
Nel 2023, l'azienda ha aperto il primo negozio all'interno del centro commerciale Roosevelt Field situato nella East Garden City.
TYR è stato il fornitore ufficiale di calzature e occhiali della competizione SBD World Strongest Man 2023. Inoltre è attualmente il fornitore esclusivo della nazionale di nuoto degli Stati Uniti.

## Sponsorizzazioni
TYR sponsorizza diversi atleti professionisti e le squadre nazionali di nuoto degli Stati Uniti e di Singapore. Nel 2018, l'azienda ha ufficialmente acquistato i diritti sul titolo del circuito nazionale statunitense, le Pro Swim Series.
Nel 2023, TYR è diventato il fornitore ufficiale della nazionale di tuffi statunitense.